# Niniva
Niniva (akad. Ninua; heb. Ninive) je bila glavni grad Asirije u zadnjih nekoliko desetljeća asirskoga carstva. Kroz cijelu asirsku povijest bila je, uz Ašur, Kalah i Arabelu, jedan od najznačajnijih gradova.

## Smještaj
Niniva je danas dio grada Mosula, koji je treći grad po veličini u Iraku, a nalazi se na istočnoj obali Tigrisa, tek nekoliko kilometara nizvodno od Kurdskog gorja. Mosul je prvotno bio na suprotnoj strani rijeke od Ninive. Suvremeni Mosul proširio se i duž zapadne obale rijeke. Ovo je područje bilo pogodno za stvaranje značajnog naselja, jer riječ o poljoprivredno bogatom kraju. Trgovačka prednost Ninive bila je u tome što se nalazila na putu koji je uz Tigris spajao sjever i jug, te u blizini puta koji je, slijedeći južne obronke Kurdskoga gorja, spajao istok i zapad. Niniva je danas u istoimenom guverneratu, Ninivskom guverneratu.

## Izgled i arheološka istraživanja
U vrijeme svoga uspona, grad je obuhvaćao područje obujma od otprilike 12,5 km, a unutar njega nalzile su se dvije utvrde koje se danas nazivaju Kujundžik i Nebi Junus, a dijeli ih rijeka Hosr. Samo je područje Kujundžika moglo biti detaljno istraženo, jer se na Nebi Junusu nalazi svetište proroka Jone (odatle i ime Nebi Junus, što na arapskom znači »Prorok Jona«), pa ga suvremeni arheolozi gotovo nisu mogli ni taknuti.
Ozbiljnija istraživanja u Ninivi počela su sredinom 19. stoljeća, a vršili su ih francuski i britanski arheolozi, a kasnije su se u iskapanja uključile i druge zemlje, kao i sami irački arheolozi. Ipak, za razliku od Ašura i Kalaha, istraživanja u Ninivi uvijek su bila isprekidana i povremena. Unatoč tome, ondje je krajem 19. stoljeća nađena Asurbanipalova biblioteka, koja predstavlja najznačajniji izvor za povijest i kulturu Asirije. Danas su ti nalazi pohranjeni u British Museumu.

## Povijest
Povijest Ninive sastavni je dio povijesti Asirije. Glavno božanstvo i zaštitnica grada bila je Ištar, božica ljubavi i rata, koja je ujedno bila i zaštitnica Arbele. Mjesto je bilo naseljeno već u prapovijesti, no ništa nije poznato o njegovoj povijesti sve do sredine 3. tisućljeća pr. Kr. (oko 2400 pr. Kr.), kad je Niniva došla pod političku kontrolu akadskih kraljeva s juga, te je zabilježeno da je jedan od tih kraljeve, Maništušu (oko 2269. – 2255. pr. Kr.) obnovio Ištarin hram.
Sljedeći put će Niniva imati značajniju ulogu u povijesti u doba Šamši Adada I. (oko 1813. – 1781. pr. Kr.), koji je također obnovio Ištarin hram, a u svome natpisu spomenuo i djelo Maništušuovo. Osim u ta dva razdoblja u kojima su Ninivom gospodarili strani vladari, ona je bila neovisan grad-država bez značajnijih političkih veza s ostalim gradovima središnjeg dijela Asirije.
Sredinom 2. tisućljeća pr. Kr. Niniva je došla pod vlast kraljevstva Mitani, no potom su je preuzeli vladari Ašura. Bio je to početak stvaranja Asirije, a od kraljevanja Ašur Ubalita I. (1363. – 1328. pr. Kr.) Niniva je, zajedno s ostalim gradovima središnje Asirije, smatrana sastavnim dijelom asirske zemlje.
U vrijeme Srednjeg asirskog carstva, asirski veliki kraljevi poduzimali su opsežne građevinske radove u gradu, uvijek pokazujući osobitu pažnju hramu božice Ištar. S istom su politikom nastavili i kraljevi Novoasirskog carstva.
U 7. st. Niniva je, Sanheribovom (704. – 681. pr. Kr.) odlukom, postala prijestolnicom Asirije. Istovremeno je u gradu počeo i veliki program obnove i izgradnje. Sanherib je tako dao izgraditi veličanstvenu palaču, te svečanu ulicu koja je središtem grada vodila od palače prema mostu preko Tigrisa. Njegovi su graditelji ostvarili složeni sustav vodovoda i kanala kako bi u grad doveli vodu i omogućili navodnjavanje kraljevskih vrtova. Usto, grad je opasan velikim obziđem s nekoliko utvrđenih vrata, čiji ostaci su još vidljivi.
Niniva je ostala prijestolnica Asirije, sve do pada carstva i samoga grada (612. pr. Kr.) pod vlast Medijaca i Babilonaca.

## U Bibliji
Većina biblijskih mjesta koja spominju Ninivu, odnose se na razdoblje kad je bila prijestolnica Asirije. Uz njih, tu je i izvještaj iz Knjige Postanka, koji govori o Nimrodu i njegovim gradovima, među kojima se spominje i Niniva. Za biblijske pisce ovaj je grad uvijek sjedište najvećeg neprijatelja kraljevastava Jude i Izraela, a proroci spominju njezin pad (usp. Sef 2,13). Niniva je u središtu zanimanja knjige Jonine, pa se stoga u tom mjestu i nalazi svetište ovoga proroka.